# Jonas Hansson (musiker)
Jonas Hansson, född i Malmö, är en svensk gitarrist, sångare och låtskrivare. Han är mest känd som grundare och medlem av hårdrocksbandet Silver Mountain. Han är bror till skådespelaren Catherine Hansson.
Hansson har givit ut fem studioalbum med Silver Mountain samt två soloalbum: Classica och Valhallarama.